# Tarchały Wielkie
Tarchały Wielkie es un pueblo en el distrito administrativo de la gmina de Odolanów, inserta en el distrito de Ostrów Wielkopolski, Voivodato de Gran Polonia, en el centro oeste de Polonia., Se encuentra aproximadamente a 5 kilómetros al noreste de Odolanów, a 6 kilómetros al sur de Ostrów Wielkopolski, y a 104 kilómetros al sureste de la capital regional Poznań.
La localidad tiene una población de 1.200 habitantes.